# IC 222
IC 222 ist eine Spiralgalaxie vom Hubble-Typ Sab pec? im Sternbild Widder auf der Ekliptik. Sie ist schätzungsweise 591 Millionen Lichtjahre von der Milchstraße entfernt und hat einen Durchmesser von etwa 140.000 Lj.
Das Objekt wurde am 11. Januar 1894 vom französischen Astronomen Stéphane Javelle entdeckt.